# Избори за председника РСФСР 1991.
Председнички избори у Руској СФСР 1991 су одржани 12. јуа 1991. Ово су били први председнички избори у историји државе. Избори су одржани отприлике три месеца након што су се Руси изјаснили у мартовском референдуму 1991. да подржавају успостављање функције председника Русије. Борис Јељцин је победио са 58,6% изашлих бирача.